# Saint-Sulpice-les-Bois
Saint-Sulpice-les-Bois è un comune francese di 73 abitanti situato nel dipartimento della Corrèze nella regione della Nuova Aquitania.

## Società

### Evoluzione demografica
Abitanti censiti